# Hailsham
Hailsham ist eine Stadt (Town) und ein Civil Parish in East Sussex im Südosten von England. Sie ist Hauptstadt des Distrikts Wealden und zählte im Jahr 2011 knapp 20.500 Einwohner.

## Geschichte
Der Name der Stadt kommt von der angelsächsischen Bezeichnung „Haegel's Ham“ (ham bedeutet Lichtung). Im Domesday Book hat sich das bereits zu Hamelsham und im 13. Jahrhundert zu Aylesham weiterentwickelt. Die heutige Form des Namens besteht seit dem späten 16. Jahrhundert. 1252 bekam Hailsham das Marktrecht. Märkte wurden danach bis 1639 abgehalten und im späten 18. Jahrhundert wieder aufgenommen, wobei der Viehhandel zunehmend an Bedeutung gewann. Mitte des 16. Jahrhunderts erreichte die Bevölkerung die Zahl 300. Im Laufe des 19. Jahrhunderts wuchs sie von 1000 auf 3500. Maßgeblichen Anteil an diesem Aufschwung hatte die 1780 von Thomas Burfield gegründete Seil-Fabrik. Die industrielle Produktion wurde im folgenden Jahrhundert um zahlreiche andere Güter erweitert, die mit der Seilherstellung verbunden waren. 
1849 bekam Hailsham im Rahmen der später legendären Cuckoo Line eine Eisenbahnverbindung nach Polegate, die später bis Tunbridge Wells weitergeführt wurde. Sie bestand bis 1968 (die Trasse dient heute als Rad- und Fußweg und wird Cuckoo Trail genannt). Heute (2005) ist Hailsham vor allem eine Pendler-Stadt und hat über 18.000 Einwohner.

## Stadtbild
Das Stadtbild wird von der Kirche beherrscht, insbesondere im Bereich der nördlichen High Street, in deren Verlängerung sie liegt. Die Kirche ist von einem alten Friedhof umgeben.

## Umgebung
Im Verwaltungsbereich von Hailsham liegt auch Herstmonceux Castle.